# Birnaviridae
Birnaviridae è una famiglia di virus. Sono i suoi ospiti naturali i pesci, gli uccelli e gli insetti dei Salmonidi. 
Ci sono 11 specie in questa famiglia, divise tra sette generi.
Le malattie associate a questa famiglia comprendono: IPNV: necrosi pancreatica infettiva nei pesci salmonidi, che provoca significative perdite all'industria dell'acquacoltura.L'infezione cronica negli adulti e la malattia virale acuta nei giovani pesci salmonidi.

## Struttura
Il genoma di Birnaviridae codifica per diverse proteine: VP 1-2-3-4-5.
I Birnaviridae possiedono un capside simmetrico icosaedrico T = 13 a guscio singolo non avvolto di circa 70 nm di diametro, composto da 260 trimeri di proteine VP2 che formano punte sporgenti radialmente dal capside. I peptidi derivati dalle scissioni C-terminale pre-VP2 rimangono associati all'interno del virione. Le proteine VP3 formano un complesso ribonucleoproteico con l'RNA genomico. Inoltre, piccole quantità di VP1 sono incorporate nel virione.
La dimensione totale del genoma è di circa 6 kb.
Il genoma lineare dsRNA segmentato: 2 segmenti (A, B) sono codificanti per 5-6 proteine. Il VP1 si trova in forma libera ed è attaccato covalentemente all'estremità dell'RNA genomico 5 '(VPg). La dimensione dei segmenti è di circa 2,3-3 kb.

## Ciclo vitale
Il virus penetrato nel citoplasma inizia la trascrizione del genoma del dsRNA da parte della polimerasi virale avviene all'interno del virione, in modo che il dsRNA non sia mai esposto al citoplasma.

## Tassonomia
Sono noti i seguenti generi:
- Aquabirnavirus
- Avibirnavirus
- Blosnavirus
- Dronavirus
- Entomobirnavirus
- Ronavirus
- Telnavirus